# 아리아나 그란데
아리아나 그란데부테라(영어: Ariana Grande-Butera, 1993년 6월 26일~)는 미국의 가수, 작사가, 배우이다. 2008년부터 뮤지컬13으로 데뷔해 연기 활동을 시작했고, 인기를 끌은 뒤 2013년에 가수로 성공적으로 데뷔해 현재에 이르렀다.
2008년 브로드웨이 뮤지컬 《13》, 2009년 니켈로디언의 텔레비전 시리즈 《빅토리어스》에서 캣 발렌타인 역할로 출연했다. 이후 그란데는 틴 아이돌로 입지가 상승해, 2014년 종영된 스핀오프 드라마 《샘 & 캣》에 출연하였다.
아리아나 그란데는 《빅토리어스》(2011)의 사운드트랙의 참여를 계기로 음반사 리퍼블릭 레코드와 계약을 체결했고, 2013년 3월에는 그녀의 첫 정규 앨범 《Yours Truly》를 발매하며 빌보드 200 1위로 데뷔했다. 그녀의 폭넓은 음역대는 머라이어 캐리를 연상시키며 비평가들의 호평을 받았고 리드 싱글 〈The Way〉는 빌보드 핫 100 9위와 더블 플래티넘 인증을 받으며 성공을 거뒀다.
아리아나 그란데의 두 번째 정규 앨범 《My Everything》이 미국 전역에 발매되었고, 히트 싱글 〈Problem〉, 〈Break Free〉가 포함되었다. 〈Problem〉은 발매 첫 주 43만 5000 다운로드를 기록해, 빌보드 핫 100 2위에 오르며 상업적으로 성공을 거두었다. 그녀는 아메리칸 뮤직 어워드(2013)에서 올해의 신인 아티스트상과 피플 초이스 어워드에서 좋아하는 신인 아티스트상, 미국 뮤직 비지니스 협회(MBA) 올해의 신인 아티스트상, MTV 뮤직비디오 어워드 최우수 팝 비디오상, MTV 유럽 뮤직 어워드 최우수 곡상과 여자가수상을 수상했으며, 그래미상 최우수 팝 보컬 앨범상과 최우수 콜라보레이션상에 후보 지명되었다. 또한 그녀의 곡 〈Break Free〉, 〈Problem〉, 〈Bang Bang〉(제시 제이, 니키 미나즈와 트리오), 〈Love Me Harder〉은 빌보드 핫 100에서 34주간 차트안에 들었다.

## 경력

### 1993-2008: 어린 시절 및 경력 시작
그란데는 1993년 6월 26일 플로리다주 보카러톤에서 태어났다. 어머니 조안 그란데(Joan Grande)는 텔레폰과 경보시스템 업체인 '호스-맥켄 정보통신'(Hose-McCann Communications)의 최고 경영자(CEO)이며, 아버지 에드워드 부테라(Edward Butera)는 보카러톤에 위치한 그래픽 디자인 업체에서 디자이너로 일하고 있다. 그녀의 이름은 《마법 고양이 펠릭스》(1959)의 오리아나 공주에서 따온것으로 알려졌다. 그란데는 이탈리아인, 시칠리아인과 아브루초의 혼혈이다. 그녀는 트위터로 DNA 검사 결과 자신의 조부모는 그리스와 북아프리카의 조상의 후손이라고 밝혔다. 그녀의 이부 오빠 프랭키 그란데(Frankie Grande)는 배우, 댄서, 제작자로 일하고 있다. 그란데의 어머니는 그녀를 임신중이였을 때 그녀의 아버지와 뉴욕에서 플로리다로 이동했다. 그녀는 자신의 부모님이 그녀 나이 8~9살때 이혼을 했다고 밝혔다.
한층 성장한 그란데는 포트 로더데일의 어린이 극장에서 뮤지컬 《애니》에서 그녀의 첫 역할을 연기했고, 또 다른 뮤지컬 《오즈의 마법사》와 《미녀와 야수》에 출연했다. 8살의 나이에, 그녀는 크루즈 선박의 가라오케 라운드에서 연기를 하였고, 사우스 플로리다의 교향악단에서는 다양한 오케스트라, 플로리다 선샤인 팝과 심포닉 오케스트라 연주를 했고, 그리고 그녀는 플로리다 팬서스의 경기 날에 미국 국가 〈The Star-Spangled Banner〉를 열창하며 텔레비전에 데뷔했다. 그녀는 파인 크레스트 스쿨과 노스 브로워드 프렙 스쿨에 다녔다.
13세가 된 그녀는 여전히 무대 일에 집중했지만 음악에 대한 관심도 가지게 되었다. 그란데는 처음에 로스 앤젤레스에 도착했을 때 그녀의 매니저를 만났고, 그녀가 14세 때에는 알앤비 음반을 만들고 싶다는 욕망을 표현하기도 했다. 2008년, 그란데는 브로드웨이에서 공연 된 뮤지컬 《13》에서 치어 리더 '샬롯' 역할에 캐스팅 되었다. 그녀는 국제 청소년 연극 협회상을 수상했다. 그녀는 뮤지컬을 시작하고 그녀의 고등학교 노스 브로워드 프렙 스쿨을 그만 두었지만, 지속적인 등록은 계속 하였다. 학교에서는 그녀가 교사와 함께 공부를 할 수 있도록 그녀에게 자료를 보냈다. 또한 그녀는 뉴욕의 재즈 클럽에서 버드랜드에서 여러번 노래를 불렀다.

### 2009-2013: 니켈로디언에서의 활약

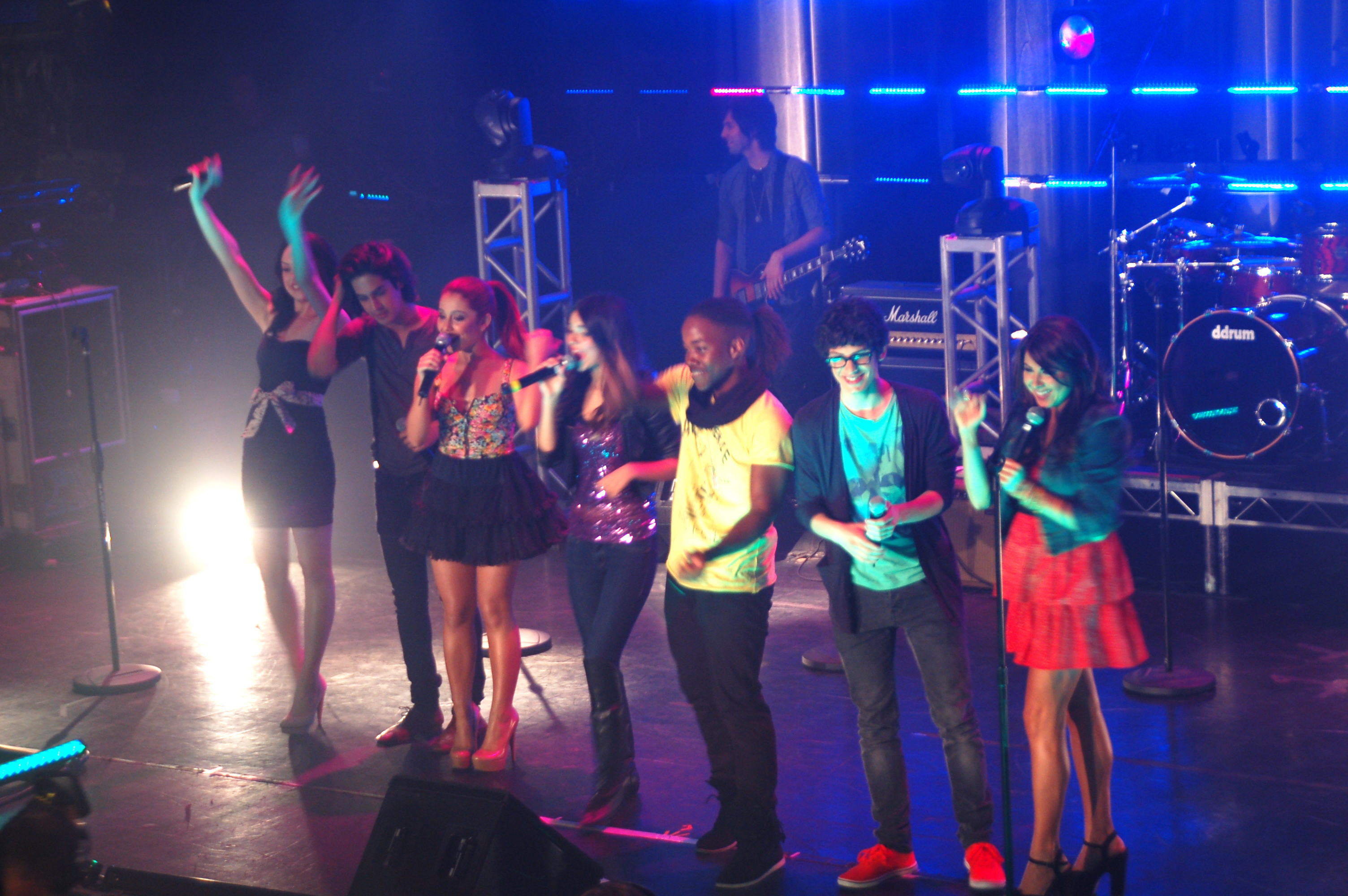
2011년 5월, 《빅토리어스》 출연진들과 공연중인 그란데.

2009년, 그녀는 니켈로디언의 텔레비전 쇼 《빅토리어스
》에 뮤지컬 《13》에서 함께 공연한 엘리자베스 길리스와 오디션에 참가했다. 이 작품은 시트콤으로 공연예술고등학교를 배경으로 그란데는 '캣 밸런타인' 역할으로 캐스팅 되었고, 빨간 머리로 염색했다. 쇼는 2009년 10월 5일에 촬영을 시작해, 2010년 3월 27일에 첫 방송 되었고 570만의 시청자가 본 것으로 기록되었는데 이것은 니켈로디언의 역사상 라이브 액션 시리즈의 두 번째로 큰 관객이다. 역할은 그란데가 아이돌로서 한층 더 상승할 수 기회가 되었지만, 그녀는 연기보다도 음악에 더 관심이 있었다. 시즌 2는 2010년 10월 4일에 촬영을 시작해 그해 첫 방송 되었고, 2011년 4월 2일에 열린 키즈 초이스 어워드에서 620만 시청자들이 본 것으로 《빅토리어스
》의 에피소드는 높은 평가를 받았다. 2010년에는 뮤지컬 《쿠바 리브레》에 '미리암' 역할로 캐스팅 되었고, 데스몬드 차일드가 작사, 작곡과 제작에 참여했다.
이후 《빅토리어스》의 시즌 1 종료 후 그란데는 음악 경력에 초첨을 맞춰, 2010년 8월부터 그녀의 데뷔 음반 작업을 시작했다. 그녀는 한층 더 나가 자신의 음역 강화를 위해 케이티 페리의 보컬 코치로 일한 에릭 베트로에게 보컬 교육을 받았다. 그란데는 2011년 8월에 발매된 그녀의 첫 사운트트랙 《Victorious: Music from the Hit TV Show》의 수록곡 〈Give It Up〉에 참여했다. 《빅토리어스》를 촬영하는 동안 그란데는 아델, 휘트니 휴스턴, 머라이어 캐리의 노래를 커버한 녹음 영상을 유튜브에 업로드했다. 그란데의 유튜브 동영상을 눈여겨 본 리퍼블릭 레코드의 CEO는 그녀의 노래에 감동을 받아 전속 계약 제의를 했고 계약서에 사인을 했다. 2011년 12월, 그란데는 첫 싱글 〈Put Your Hearts Up〉을 발매했다. 또한 2011년, 그녀는 니켈로디언의 애니메이션 텔레비전 시리즈 《윙스 클럽》에서 '디아스프로 공주' 역할의 목소리 연기를 담당했다. 이후 시즌 6부터는 커샌드라 모리스가 역할을 이어받았다.

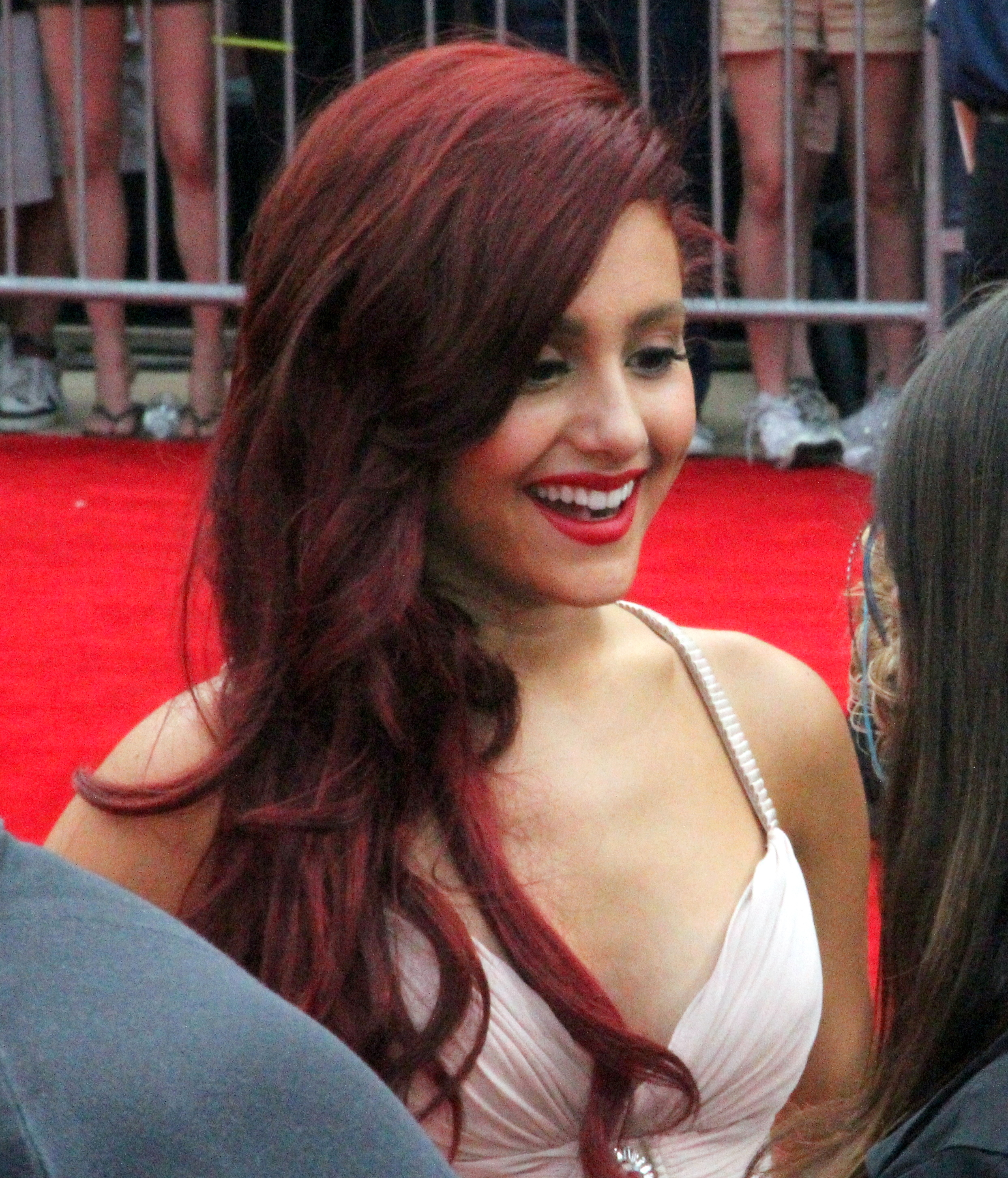
2011년 7월 그란데.

그란데는 2012년 6월 5일에 두 번째 사운드트랙 《Victorious 2.0》이 EP 형식으로 발매되었다. 시즌 3가 종료 된 이후, 2012년 8월에는 더 이상 《빅토리어스》의 시리즈가 제작 되지 않는다는 것이 발표되었다. 마지막 시즌은 2 파트로 나누어져 2012년 9월부터 2013년 2월 2일에 방송 되었다. 그해 8월 2일 《엔터테인먼트 위클리》에서는 니켈로디언에서 《아이칼리》와 《빅토리어스》의 스핀오프에 제네트 맥커디와 그란데가 등장한다고 발표되었다. 시트콤의 제목은 《샘 & 캣》으로 그란데와 맥커디는 방과후에 탁아소를 운영하는 설정으로 《빅토리어스》의 '캣 밸런타인' 역할과 맥커디는 《아이칼리》의 '샘 퍼켓' 역할로 그대로 극중 룸메이트로 등장했다. 다음달, 니켈로디언은 《샘 & 캣》의 오리지널 20 에피소드를 2배가 되는 40 에피소드로 제작한다고 발표했다. 하지만 성공에도 불구하고, 그란데는 음악 경력의 상승으로 2014년 7월 17일 마지막 에피소드를 끝으로 종료되었다. 세 번째이자 마지막 사운드트랙 《Victorious 3.0》은 2012년 11월 6일에 발매되었다. 싱글 〈L.A. Boyz〉의 뮤직 비디오에는 《빅토리어스》의 출연진들과 함께 출연했고, 빅토리아 저스티스와 듀엣으로 불렀다.
2012년 12월에는 영국의 가수이자 싱어송라이터 미카의 싱글 〈Popular Song〉에 피처링에 참여했다. 그녀는 또한 백설공주의 동화 연극 《어 스노우 화이트 크리스마스》에서 샬린 틸톤과 닐 패트릭 해리스와 패서디나 플레이하우스에서 공연했다.

### 2014-2015: My Everything

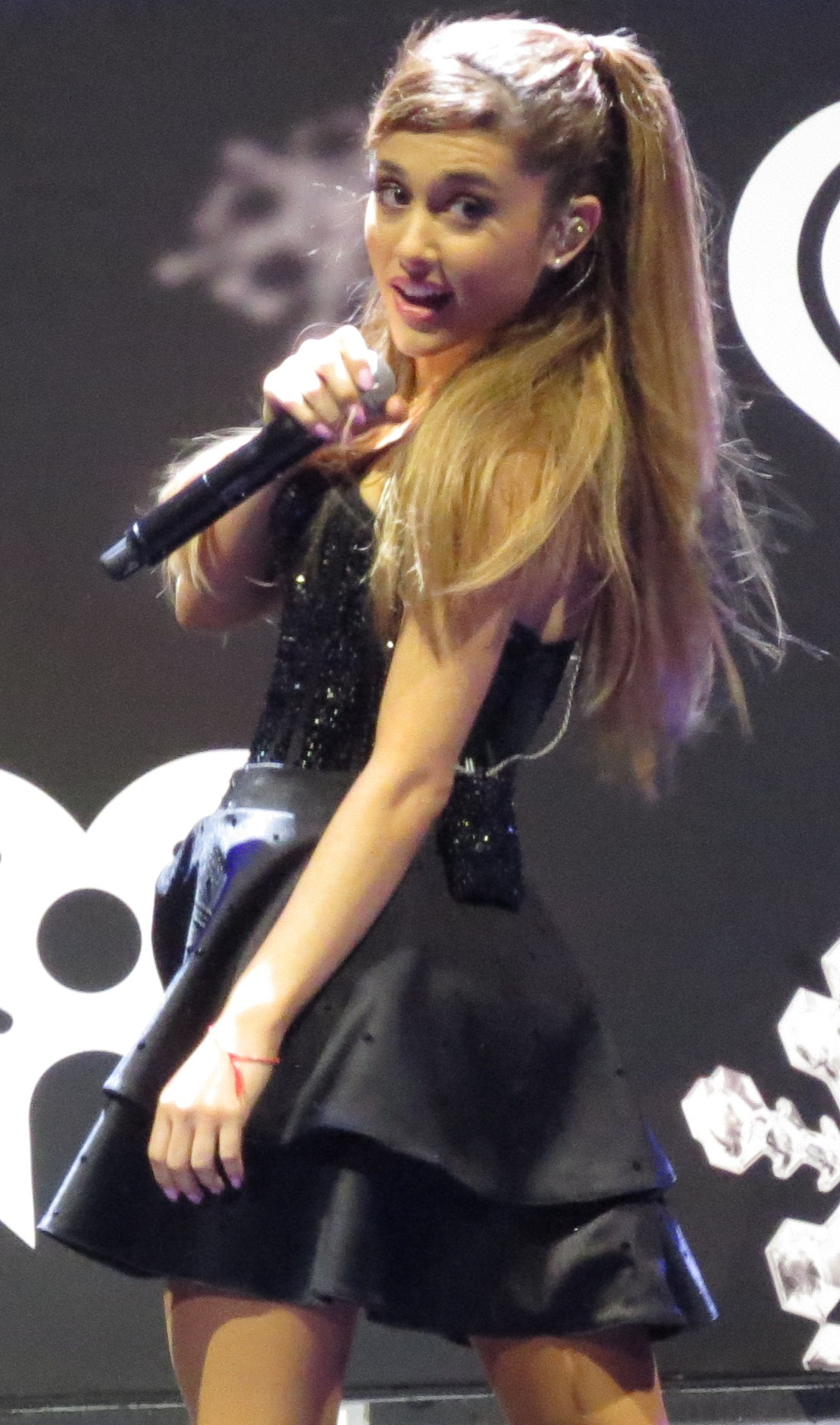
2013 아리아나 그란데

## 사건

### 2017 맨체스터 아레나 폭탄 테러
2017년 5월 22일, 맨체스터에 위치한 맨체스터 아레나에서 열린 Dangerous Woman Tour 공연 직후 폭탄 테러가 일어났다. 아리아나는 부상을 입지 않았다. 사건 이후 Dangerous Woman 영국 투어는 잠정 중단되었으나, 아리아나는 테러에 굴복하지 않겠다는 뜻을 밝히며 2017년 6월 4일 잉글랜드 맨체스터에서 테러 피해자들을 위한 자선 콘서트를 열었다. Dangerous Woman 유럽 투어 역시 6월에 예정대로 정상 진행되었다.

## 사생활
아리아나 그란데는 오스트레일리아의 유튜브 그룹 자노스키안스의 멤버 제이 브룩스와 2012년 8월부터 2013년 7월까지 연인 관계였다. 2014년 5월 1일, 그란데는 브룩스와 키스하는 사진이 공개되면서 다시 관계가 회복된 듯 보였지만 이후 두 사람은 몇 달 후에 결별했다. 2014년 10월 13일, 그란데는 래퍼 빅 션과 그해 8월부터 교제 중인 것이 알려졌다. 그러나 빅션의 성적인 내용을 담은 랩 가사에 아리아나가 불쾌함을 느끼고 결별하게 되었다고 한다. 그 후 맥 밀러와 사귀었다. 2018년 피트 snl 크루인 데이비슨과 공개연애 3주 만의 약혼이라는 충격적인 소식을 전했다. 하지만 약혼 5개월 만에 파혼 소식을 전해 팬들에게 또 다른 큰 충격을 안겼다. 2021년 5월 15일, 지난해 12월에 약혼한 25세 달튼 고메즈와 결혼식을 올렸다.

## 출연 작품

### 뮤지컬
- 《13》 (2008)
- 《쿠바 리브레》(2012)
- 《스노우 화이트 크리스마스》 (2012)[48]

### 텔레비전·영화
| 년도     | 제목 원제목                                                                         | 역할                     | 참고                                  |
| -------- | ----------------------------------------------------------------------------------- | ------------------------ | ------------------------------------- |
| 2009     | 《더 배터리스 다운》 The Battery's Down                                             | 배트 미츠바 리퍼         | 에피소드: "Bad Bad News"              |
| 2010~13  | 《빅토리어스》 Victorious                                                           | 캣 밸런타인              | 메인 역할 (56 에피소드)               |
| 2011     | 《화이트 고릴라》 Snowflake, the White Gorilla                                      | 스노플레이크 (목소리)    | 영어 버전                             |
| 2011     | 《아이칼리》 iCarly                                                                 | 캣 밸런타인              | 에피소드: "iParty with Victorious"    |
| 2011~13  | 《윙스 클럽》 Winx Club                                                             | 디아스프로 공주 (목소리) | 13 에피소드                           |
| 2013     | 《스윈들》 Swindle                                                                  | 아만다 벤슨              | 텔레비전 영화                         |
| 2013~ 14 | 《샘 & 캣》 Sam & Cat                                                               | 캣 밸런타인              | 메인 역할 (35 에피소드)               |
| 2014     | 《패밀리 가이》 Family Guy                                                          | 이탈리안 딸 (목소리)     | 에피소드: "Mom's the Word"            |
| 2014     | 《새터데이 나이트 라이브》 Saturday Night Live                                      | 본인/뮤지컬 게스트/쉬라  | 에피소드: "Chris Pratt/Ariana Grande" |
| 2015     | 《비명의 여왕》 Scream Queens                                                       |                          |                                       |
| 2020     | 《아리아나 그란데: 익스큐즈 미, 아이 러브 유》 Ariana Grande: Excuse Me, I Love You | 본인                     | 다큐멘터리                            |
| 2021     | 《돈 룩 업》 Don't Look Up                                                          | 라일리 비나              |                                       |
| 2024     | 《위키드》 Wicked: Part One                                                         | 글린다                   |                                       |
| 2025     | 《위키드: 포 굿》 Wicked: For Good                                                  | 글린다                   |                                       |

## 음반

### 앨범
| 년도 | 제목(음반)       | 참고 |
| ---- | ---------------- | ---- |
| 2013 | Yours Truly      |      |
| 2014 | My Everything    |      |
| 2016 | Dangerous Woman  |      |
| 2018 | Sweetener        |      |
| 2019 | Thank U, Next    |      |
| 2020 | Positions        |      |
| 2024 | Eternal Sunshine |      |

### EP
| 년도 | 제목(곡)          | 참고 |
| ---- | ----------------- | ---- |
| 2013 | Christmas Kisses  |      |
| 2015 | Christmas & Chill |      |

### 싱글
| 년도 | 제목(곡)           | 참여 아티스트                    | 참고          |
| ---- | ------------------ | -------------------------------- | ------------- |
| 2011 | Put Your Hearts Up |                                  |               |
| 2013 | The way            | Feat. 맥 밀러                    | [ 50 ]        |
| 2013 | Baby I             |                                  | [ 51 ]        |
| 2013 | Right There        | Feat. 빅 션                      |               |
| 2013 | Last christmas     |                                  |               |
| 2013 | Love Is Everything |                                  |               |
| 2013 | Snow In California |                                  |               |
| 2013 | Santa Baby         | Feat. 리즈 길리스                |               |
| 2014 | Problem            | Feat. 이기 아잘리아              | [ 52 ] [ 53 ] |
| 2014 | Break Free         | Feat. 제드                       | [ 54 ]        |
| 2014 | Bang Bang          | With. 제시 제이, 니키 미나즈     | [ 55 ]        |
| 2014 | Love Me Harder     | With. 위켄드                     | [ 56 ] [ 57 ] |
| 2014 | Brand New You      | Feat. 케이틀린 간, 브린 윌리엄스 |               |
| 2014 | Santa Tell Me      |                                  | [ 58 ] [ 59 ] |
| 2015 | One Last Time      |                                  |               |
| 2016 | Dangerous Woman    |                                  |               |
| 2017 | Faith              | 스티비원더                       |               |
| 2020 | Positions          |                                  |               |
| 2020 | 34+35              |                                  |               |

### 참여 음반
| 년도 | 제목(곡)             | 참여 아티스트               | 참고 |
| ---- | -------------------- | --------------------------- | ---- |
| 2014 | Popular Song         | 미카 Feat. 아리아나 그란데  |      |
| 2017 | Beauty And The Beast | Ariana Grande & John Legend |      |

## 수상 경력

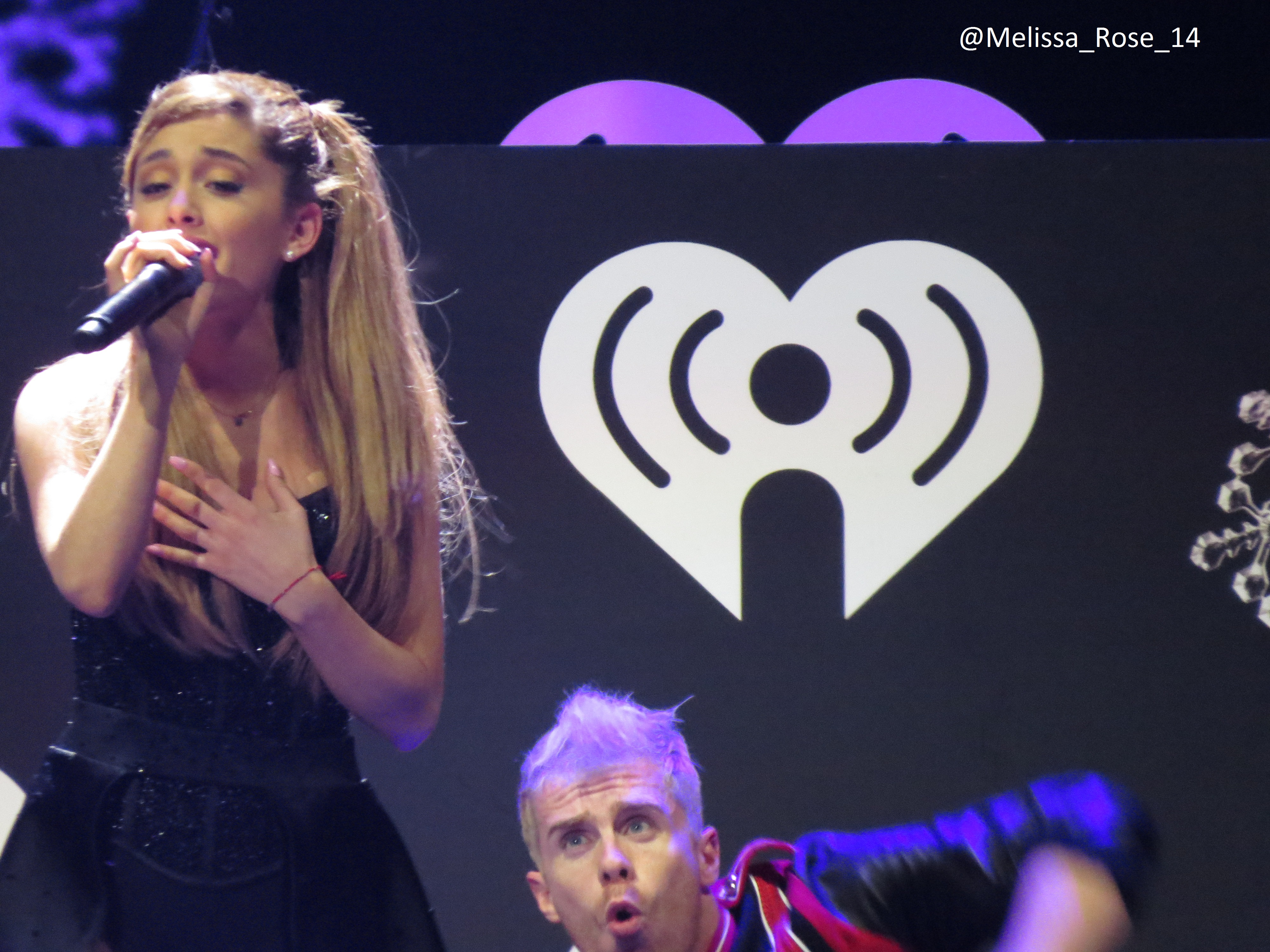
2013년 공연중인 아리아나 그란데

그란데는 그래미상에 2개 부문에 후보 지명되었다. 그녀는 아메리칸 뮤직 어워드와 MTV 뮤직 어워드에서 4개 부분에 후보 지명되었다. 그리고 MTV 유럽 뮤직 어워드에서는 6개 부문에 후보 지명되었으며, 2013년 미국 뮤직 비즈니스 협회에서 그녀의 데뷔 음반은 우수성을 인정 받았다.
다음해, 그란데는 아이하트 라디오 뮤직 어워드에서 스페셜상인 최우수 젊은 영향력상에 후보 지명되었다. 밤비 어워드에서 그녀는 최우수 신인상을 수상했다. 또한 그란데는 니켈로디언 키즈 초이스 어워드에서 TV 쇼 《샘 & 캣》으로 최우수 여자배우상을 수상했다. 2014년 그란데는 빌보드의 우먼 뮤직 어워드에서 그녀의 업적을 인정받아 라이징 스타상을 수상했다.